# Антибогомилски църковен събор
Първият търновски църковен събор е поместен събор на БПЦ, провел се в столицата на възстановената Българска държава в началото на 13 век.
На 11 февруари 1211 г. по настояване на цар Борил се свиква антибогомилски църковен събор в Търново. На него присъстват всички висши духовници и столични боляри. Ръководи го царят, който води и разпита на доведените богомили. Целта на събора е публичното разобличаване и общественото отрицание на идеите и на основните постулати на богомилското учение. Проклятията и суровите наказания на богомилските ръководители трябва да бъдат назидание за техните многочислени последователи. Богомилските ръководители Петър Кападокийски, Лука и Матей Родоболски са низвергнати от обществото, осъдени на тежки телесни наказания и заточени. Последователите им в страната са подложени на преследване.
По нареждане на българския владетел решенията на събора са записани в т. нар. „Синодик на цар Борил“. Основата му е преводът на един византийски антиеретичен синодик от 10 век, към който са прибавени решенията на антибогомилския събор в Търново. Документът съдържа разнообразна и конкретна информация както за богомилските вярвания и ритуали, така и за духовната атмосфера в българското средновековно общество. Направените по-късно добавки към него документират важни събития от българската история през 13 и 14 век. Последователно добавяните славословения за българските царе, царици и патриарси разкриват механизма за поддържане на историческата приемственост в българската вътрешна политика. Документът е многократно преписван и разпространяван в България и в съседни страни. Синодикът на цар Борил е един от най-интересните извори, с разнообразна и точна информация за историята на Второто българско царство.

## Издания
- Държава и църква през ХIII век. Преписка на българите с папа Инокентий III. Синодик на цар Борил. С., 1999, 55-88, 97-105 (Славянска библиотека. Серия Slavia Orthodoxa).
- Ив. Божилов, А. Тотоманова, Ив. Билярски. Борилов синодик – издание и превод. С., ПАМ, 2011.